# Luigi Porro Lambertenghi
Ne doit pas être confondu avec Luigi Lambertenghi.
Luigi Renato, comte Porro Lambertenghi (né à Côme, le 12 juillet 1780 et mort à Milan le 9 février 1860) est un « patriote », entrepreneur et homme politique italien.

## Biographie

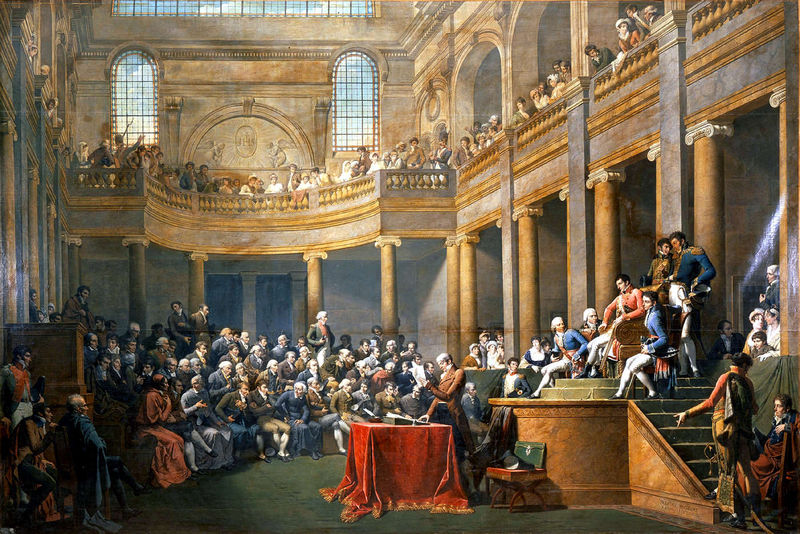
26 janvier 1802, la Consulte de la République cisalpine réunie en comices à Lyon pour décerner la présidence au premier consul, Nicolas-André Monsiau, 1806-1808.

### De la consulte de Lyon au congrès de Vienne
Fils du deuxième mariage du marquis Giorgio Porro Carcano, d’une riche famille de l'aristocratie lombarde, avec la noble Margherita Borromeo, Luigi Renato fréquenta le lycée Parini (it), et entra fort jeune dans la vie politique.
En décembre 1801 il est envoyé en tant que député de Côme à la consulte de Lyon, réunion convoquée par Napoléon Bonaparte qui vit la naissance de la République italienne (1802-1805).
À partir de 1802, malgré son jeune âge, il fut membre de l'organe législatif de la République italienne et occupa ce poste, pour lequel il avait obtenu la dispense d'âge, jusqu'en 1807, de sorte qu'il fut même maintenu dans le cadre du royaume d'Italie (1805-1814).
Il occupa, de 1805 à 1809, la place de conseiller d'État, directeur général des douanes, et remplit ses fonctions avec intégrité. Quand on lui ôta cet emploi, il fut nommé sénateur. À quelqu'un le félicitant de cette promotion : « mi danno il fumo, ma mi tulgono il rostlo » (« Oui, dit-il, on me donne la fumée, mais on m'ôte le rôti »). Ce mot était cependant d'un homme qui, dans les places, appréciait moins les honneurs que les revenus.
Affilié à la franc-maçonnerie, Lambertenghi fréquentait la cour d'Eugène de Beauharnais et en 1810 fut nommé comte du Royaume par Napoléon Ier (lettres patentes du 11 octobre 1810).

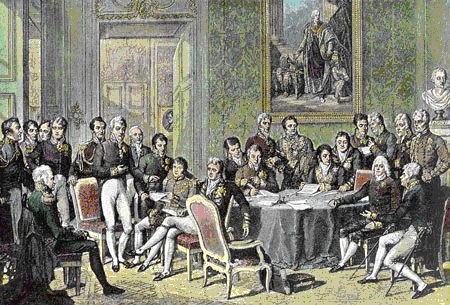
Le congrès de Vienne (voir carte de l'Europe de Vienne).

Le 20 avril 1814, avec d'autres membres de la noblesse milanaise dont Carlo Verri, Federico Confalonieri, le général Domenico Pino, Alessandro Manzoni, il nomme un comité de régence provisoire, rebelle au prince Eugène, qui envoie des délégués à Bellegarde pour qu'il prenne possession de Milan. Après la chute de l'Empereur, il fut de ceux qui, au congrès de Vienne (1815), préconisaient la formation d'un royaume indépendant en Italie du Nord.

### Exil à Londres et philhellénisme
Avec la Restauration, et le retour des Autrichiens à Milan, Porro Lambertenghi a été l'un des leaders du mouvement libéral, se consacrant au développement de la Lombardie (introduction de machines à vapeur dans l'industrie textile, développement de l'éclairage au gaz à Milan, la navigation à vapeur sur le Pô dans l'été 1820 et dans le même temps les « Scuole di mutuo insegnamento ») et à la promotion ses diverses initiatives de développement économique et social (écoles d'enseignement mutuel, etc.) faite notamment par Il Conciliatore, le célèbre magazine qu'il a fondé avec Federico Confalonieri, Silvio Pellico, Giovanni Berchet et Ludovico di Breme. 
Ami de Silvio Pellico, il le reçut chez lui en tant que secrétaire et comme précepteur de deux de ses fils, Giacomino et Giulio. Impliqué dans la conspiration qui a conduit à l’arrestation de Pellico (13 octobre 1820), il a réussi, en avril 1821, à échapper à son arrestation et à se réfugier successivement dans le Piémont, dans le canton du Tessin, à Paris et enfin à Londres, où il apprit la nouvelle de sa condamnation à mort par contumace prononcée par le tribunal autrichien le 22 août 1822 et son exécution en effigie.
Il partageait à Londres avec Santorre Santa Rosa, lui-même exilé, un logement appartenant à Ugo Foscolo.
En décembre 1824, il alla avec Giuseppe Pecchio participer à la lutte pour l'indépendance de la Grèce à Nauplie. Arrivé à Nauplie en février 1825, il prit les fonctions d'intendant général par intérim de l'armée grecque, aux côtés d'Aléxandros Mavrokordátos, poste qu'il occupa pendant deux ans. En 1827, tombé gravement malade du typhus, il fut transporté à Marseille et vécut en exil en France jusqu'en 1840.
Pouvant bénéficier de l'amnistie générale promulguée par Ferdinand Ier d'Autriche à l'occasion de son couronnement comme roi de Lombardie-Vénétie (6 septembre 1838), Luigi Porro Lambertenghi retourne à Milan en 1840. Depuis lors, à l'exception de son adhésion au gouvernement provisoire de Milan en 1848 pour lequel il fut envoyé en mission en France pour demander des armes, il ne prit plus part à la vie publique.

## Armoiries
| Figure | Blasonnement |
|        | Armes des Lambertenghi Fascé de six pièces, les 1, 3 et 5 de gueules, les 2, 4 et 6 entées d'argent sur azur. |
|        | Armes de comte du Royaume, Écartelé: au 1, des comtes sénateurs du Royaume ; au 2, d'azur à un faucon d'argent ; au 3, d'argent à trois faces de gueules soutenues par neuf monts d'azur 3, 3, et 3 ; au 4, de sinople, à deux barres d'argent. |